# Lady Possessed
Lady Possessed ist ein US-amerikanisches Filmdrama aus dem Jahr 1952 von Roy Kellino und William Spier mit James Mason und June Havoc in den Hauptrollen. Der Film noir wurde von Republic Pictures in Zusammenarbeit mit Portland Pictures produziert und basiert auf dem Roman Del Palma von Pamela Mason, der Ehefrau des Hauptdarstellers und Produzenten James Mason, die das Buch unter dem Namen Pamela Kellino verfasste.

## Handlung
Während die Amerikanerin Jean Wilson nach dem Verlust eines Babys bei der Geburt in einem privaten Londoner Pflegeheim halb bewusstlos liegt, wird sie Zeugin, wie der Sänger Jimmy Del Palma seine Frau aus der Obhut des Pflegeheims entlässt, und hört, wie er den Direktor, Dr. Stepanek, beschuldigt, eine veraltete Form der Medizin zu praktizieren. Nach ihrem Verlust ist Jean emotional verzweifelt. Ihr Ehemann Tom, der US-Unternehmen in der britischen Finanzwelt vertritt, schlägt ihr vor, sich irgendwo auf dem britischen Land zu erholen. Als Jean und ihre flatterhafte Freundin Sybil auf der Suche nach einer Mietwohnung sind, stoßen sie auf ein besonders prachtvolles Haus, das viel zu groß für sie ist. Dennoch fühlt sich Jean davon angezogen. Mrs. Burrows, die Haushälterin, erzählt ihnen, dass das Haus Del Palma gehört, dessen Frau, die Künstlerin Madeleine, vor kurzem gestorben ist. 
Fasziniert von Geschichten über Del Palmas französische Frau und dem Haus mietet Jean es, inklusive Siamkatze. Nachdem Tom und Jean eingezogen sind, schläft Jean in Madeleines Zimmer und hat eine Vision, wie Del Palma seine Frau eine lange Treppe hinaufträgt. Am nächsten Tag findet Jean eine ähnliche Treppe, die sie zu einem Atelier unter dem Dach führt, wo sie einige von Madeleines Gemälden entdeckt. Als Tom am Abend nach Hause kommt, findet er Jean im Dunkeln sitzend vor, wie sie eine von Del Palmas Aufnahmen hört. Jean sagt Tom, dass sie jetzt das Haus verlassen möchte, da sie das Gefühl hat, vom Geist der toten Frau besessen zu sein. Tom antwortet, dass sie mehr Ruhe brauche. 
Als Sybil Jean einlädt, Del Palma als Hauptattraktion in einem Londoner Varieté-Theater auftreten zu sehen, nimmt sie an. Del Palma begleitet sich selbst am Klavier, während er singt, und ist offensichtlich attraktiv für Damen eines gewissen Alters. Jean geht hinter die Bühne, um Del Palma zu treffen, aber er ist leicht betrunken und behandelt sie wie einen vernarrten Fan. Jean ist sich sicher, dass Madeleine durch sie zurückgekehrt ist. Sybil arrangiert für sie einen Besuch bei der Hellseherin Madame Brune, die ihr sagt, dass Madeleine in ihr einen irdischen Kontakt gefunden hat. Brune schlägt vor, eine Séance mit einem Medium zu organisieren, zu der auch Del Palma eingeladen wird. Unterdessen macht sich Tom immer mehr Sorgen, als Jean ihm mitteilt, dass Madeleine ihr gesagt hat, dass sie sie ersetzen solle. Später findet Jean einen versiegelten Umschlag, der in Madeleines Handschrift an Del Palma adressiert ist, und Madeleines Siamkatze erlaubt ihr schließlich, ihn in die Hand zu nehmen, was in Jeans Gedanken bestätigt, dass sie Madeleine ist. Die Séance erweist sich als Desaster, als Del Palma betrunken auftaucht, Jean nicht erkennt, sie alle beschuldigt, Scharlatane zu sein und den Séance-Tisch umwirft. Jean hält jedoch durch und geht zu Del Palmas Hotel. Del Palma behandelt sie immer noch wie einen Fan und lädt sie in einen Nachtclub ein, wo sie tanzen und ein Wiedersehen vereinbaren. 
Als Del Palma Jean am nächsten Tag abblitzen lässt, bringt sie den Brief seiner Frau ins Theater, wird dort aber von dem nun freundlicheren Del Palma überrascht, der sie zu einer Probe eines neuen Liedes und anschließend zum Mittagessen einlädt. In der Zwischenzeit konsultiert Tom erneut Dr. Stepanek, der ihm sagt, dass Jean psychiatrische Betreuung braucht. Beim Mittagessen erzählt Del Palma Jean, wie sehr er seine Frau geliebt und gebraucht hat und wie sehr er sich für ihren Tod verantwortlich fühlt, der eintrat, nachdem er sie aus dem Pflegeheim geholt hatte. Del Palma betrachtet Jean immer noch als wenig mehr als eine Berühmtheitsjägerin, aber als sie ins Theater zurückkehren, küssen sie sich und er lädt sie ein, ihn auf einer Tournee mit Auftritten in europäischen Hauptstädten zu begleiten, die noch am selben Abend beginnen soll. Jean stimmt zu und sagt Tom, dass sie ihn verlässt. 
In der Zwischenzeit findet Dave, Del Palmas Manager, Madeleines Brief und gibt ihn Del Palma, der ihn liest, kurz bevor er auf die Bühne geht. In den Kulissen spricht Tom den Sänger an und versucht, ihm Jeans Obsessionen zu erklären, indem er ihm sagt, dass sie eine sehr kranke Frau sei. Del Palma betritt benommen die Bühne, ignoriert das Publikum und spielt auf dem Klavier, während er Madeleines Stimme „hört“, die den Brief vorliest. Darin erklärt Madeleine, dass sie es schon seit einiger Zeit gewusst, es ihm aber unmöglich war zu sagen, dass sie nicht vor einer tödlichen Krankheit gerettet werden konnte und innerhalb von vier Jahren sterben würde. Sie beendet den Brief mit dem Schreiben, dass sie nicht möchte, dass er allein lebt. Plötzlich verlässt Del Palma die Bühne und das Theater und fährt zu seinem Haus, wo er Jean erzählt, dass er ihren Ehemann getroffen hat, und sie dafür beschimpft, dass sie in sein und Madeleines Leben hineinschnüffelt. Obwohl Jean behauptet, dass Madeleine wieder in ihrem Körper lebt, ist Del Palma empört über ihre Einmischung in seine Tragödie und sagt ihr, sie solle jemand anderen quälen. Jean rennt zu einem nahegelegenen Bahngleis und hat vor, sich vor einen Zug zu werfen. Tom und Stepanek, die gerade angekommen sind, können sie aufhalten, und in einem kathartischen Moment wird Jean wieder zu ihrem alten Ich. Stepanek versichert ihnen, dass sie sich jetzt erholen wird.

## Hintergrund
Der Roman, auf dem dieser Film basiert, wurde ursprünglich 1943 im Vereinigten Königreich unter dem Titel A Lady Possessed veröffentlicht. Der Film begann als unabhängige Produktion von James Mason und seiner Frau Pamela Kellino für ihre Firma Portland Pictures, die nach ihrer Tochter benannt war. Wie in Masons Autobiografie ausführlich beschrieben, wollten sie mit eingefrorenen Geldern in Großbritannien die Hälfte des Films dort drehen und dann nach Hollywood zurückkehren, um ihn fertigzustellen. William Spier, der Ehemann von June Havoc, der weiblichen Hauptrolle, und ehemaliger Radioregisseur, wurde beauftragt, am Drehbuch zu arbeiten und Regie zu führen. Die Masons waren jedoch vom Drehbuch enttäuscht und schrieben es um. 
Komplikationen traten auf, als die britische Gewerkschaft dem Amerikaner Spier nicht erlaubte, dort zu arbeiten, sodass der britische Regisseur Roy Kellino, Pamela Masons Ex-Ehemann, für die britischen Szenen (gedreht im Sommer 1950) und Spier für die amerikanischen Szenen engagiert wurde, die im März 1951 gefertigt wurden. Mason gibt an, dass Havoc nicht glücklich darüber war, von Kellino Regie führen zu lassen, sodass Mason bei einigen britischen Szenen Regie führte. Nach ihrer Rückkehr in die USA hatten die Masons Schwierigkeiten, Geld für die Fertigstellung des Films aufzutreiben, und schlossen schließlich einen Vertrag mit Republic ab.
Zusätzlich zu den oben genannten Beziehungen war die Darstellerin Kay Thompson Spiers Ex-Frau und der Schauspieler John P. Monaghan Masons persönlicher Assistent. Einer zeitgenössischen Quelle zufolge spielt eine der mehreren Katzen der Masons eine Rolle in dem Film. Obwohl im Vorspann Stephen Dunne einen Introducing-Credit erhielt, war er bereits in einer Reihe von Filmen als Hauptfigur oder Hauptdarsteller aufgetreten. In modernen Quellen gab Mason an, dass das Londoner Bedford Theatre und sein ehemaliges Zuhause, Olleberrie Farm, im Film zu sehen waren.
John McCarthy Jr. und George Milo waren für das Szenenbild zuständig, Adele Palmer für die Kostüme.

## Musik
Folgende Songs wurden im Film gespielt:
- My Heart Asks Why von Hans May und Hermione Hannen
- It's You I Love von Allie Wrubel
- More Wonderful than These von William Spier und Kay Thompson
- Calypso Song von Marl Young

## Veröffentlichung
Die Premiere des Films fand am 8. Januar 1952 in San Francisco statt. Im Vereinigten Königreich kam er am 6. August 1952 in die Kinos, in Österreich am 19. September 1952.

## Kritiken
Bosley Crowther von der The New York Times beschrieb den Film als düsteres, kleines Neurosendrama. Dieser öde und bedeutungslose Unsinn basiere auf einem Roman mit dem Titel „Del Palma“ von Pamela Kellino, der Frau von Mr. Mason. Und da Miss Kellino und Mr. Mason das Drehbuch geschrieben haben, sei das gefeierte englische Paar selbst schuld. Das gelte doppelt für Mr. Mason, der den Film auch produziert hat.
Der Kritiker des TV Guide sah einen Film, bei dem weder die Darbietungen noch die enge Regie das verwirrende Drehbuch retten können.